# Marcin Libiszowski
Marcin Libiszowski herbu Wieniawa – pisarz grodzki opoczyński w latach 1781-1783, podczaszy opoczyński w latach 1775-1788, łowczy opoczyński w latach 1772-1775, wojski opoczyński w latach 1768-1772.
Poseł na sejm 1778 roku z województwa sandomierskiego